# سيبروفايبرات
سيبروفايبرات أحد أدوية تخفيض الكوليسترول التي تنتمي إلى مجموعة الفايبرات.

## فعاليته الدوائية
- يخفض مستوى الكوليسترول.
- يخفض مستوى الدهون الثلاثية.
- يخفض مستوى اللايبوبروتين VLDL.
- يخفض مستوى اللايبوبروتين LDL.
- زيادة لمستوى اللايبوبروتين HDL.

## الجرعة
يعطى يوميا 100 ملغ مرة واحدة عن طريق الفم.
أما في حالات العجر الكلوي فتؤخذ الجرعة ذاتها كل يومين.

## الأسماء التجارية
متوفر عالميا بالأسماء التجارية التالية وحسب البلدان:
- Estaprol : في الأرجنتين
- Hyperlipen : في بلجيكا وهولندا وسويسرا وفنزويلا
- Lipless : في البرازيل
- Oroxadin : في البرازيل والمكسيك
- Estaprol : في تشيلي
- Lipanor : في التشيك وفرنسا وهنغاريا وبولندا والبرتغال
- Savilen : في ألمانيا
- Modalim : في إندونيسيا وماليزيا وهولندا والفلبين وسنغافورة والمملكة المتحدة
- Fibranin : في البرتغال

علما أن الدواء غير مقر وغير متوفر في الولايات المتحدة الأمريكية.